# Тоамасина
Тоамасина (мал. Toamasina, фр. Toamasina, Tamatave) је други по величини град Мадагаскара и његова најзначајнија лука. Удаљен је 353 километра североисточно од Антананарива. Године 2005. Тоамасина је имала 206 390 становника. 
Главни је град истоимене покрајине. До 1977. име града је било Таматаве. 
Клима града је суптропска. Киша и високе температуре трају током читаве године. Просечна годишња температура је 24°C, а просечна годишња количина падавина 3 500 милиметара. Сезона урагана траје од јануара до априла. 